# 浜崎慶美
浜崎 慶美（はまさき よしみ、1986年3月25日 - ）は、日本の元グラビアアイドル。アヴィラ所属だった。日テレジェニック2008。高知県土佐市出身。
特技はシャンプー、料理、よさこい、しっぺ。趣味は料理、献血。癖は猿の顔。

## 人物
- 好きな事はお風呂で3時間湯につかりながらブログの更新したりして寛ぐ事[1]。
- 黄色の水着はオーディション合格率が高いと語る[2]。日テレジェニックに選ばれた際も黄色の水着を着ていた。
- パステルのプリンが好きで、特に抹茶が好き。
- 彼女の実家はレストラン「大周」を経営している。
- 部屋には天井照明が無く、夜間はテレビをつけて、その光で過ごしている[3]。
- 24時間テレビ31アイドル企画番組「恋愛！深イイ話」の中で恋愛とは『クモの巣だ』と例えるも説明をする前に番組が終了した為、意味は謎のまま。
- 24時間テレビ31のアイドルチャリティーで自作のファースト写真集と上京の餞別に母親がくれた牛のヤカンを出品する。3万円で落札された。
- ダメ人間ぶりが出演中のラジオ番組「あびら屋」でクローズアップされ「浜崎慶美ダメ人間裁判」という企画に発展。ダメ人間罪では無罪になったが、同じ事務の朝川ことみを愚弄する発言から「朝川ことみのブログに3週間面白いコメントをするの刑」となった。
- 友人の愛犬（チョコビ、メニーナ）をよく預かっており、ブログによく登場する。
- 2011年8月2日、ブログにて所属事務所アヴィラを2011年3月で契約終了していたと報告、ブログも一旦終了と宣言する。尚現在該当記事は削除され、2012年1月5日までの更新でブログは終わっている[4]。

## 出演

### インターネット
- アバンギャルド道（2007年 - 、あっ!とおどろく放送局） - 準レギュラー
- 宇宙一せまい授業!（2007年7月22日、あっ!とおどろく放送局）
- もっとアイドル!（2007年8月4日 - 12月22日、あっ!とおどろく放送局）
- ウェザーニュース「おは天」（2007年9月1 - 12月31、株式会社ウェザーニューズ） - 第7期お天気キャスター中国・四国地区担当
- 表参道ランデブー「とことんアイドル!」（2008年1月10日 - 3月27日、あっ!とおどろく放送局）
- とことんアイドル!（2008年4月3日 - 6月26日、あっ!とおどろく放送局）
- アメリカザリガニのアイドル★チェキ!II（2009年6月22日、GyaOジョッキー） - ゲスト出演、共演:大城麻耶

### ラジオ
- あびら屋（2010年7月 - 、レインボータウンエフエム放送） - 準レギュラー

### テレビ
- トリビアの泉〜素晴らしきムダ知識〜SP（フジテレビ）
- 芸恋リアル SP（読売テレビ）
- 『ぷっ』すま（2008年5月6日、テレビ朝日）
- グラビアの美少女 #420（2008年、MONDO21）
- モバタレGREAT（2008年6月11日 - 9月24日、日本テレビ）
- 高田純次の値切り交渉の旅必見!夏休み直前SP〜房総編〜（2008年7月12日、フジテレビ）
- ラジかるッ（2008年7月24日、日本テレビ）
- 24時間テレビ31「愛は地球を救う」（2008年8月30・31日、日本テレビ）
- 笑殿（2008年9月6日、日本テレビ）
- ヤスコとケンジ（2008年9月6日、日本テレビ）
- はねるのトびらオクテだらけの大運動会（2008年10月22日、フジテレビ） - オクテ芸人たちのチアガール
- パジャマハウス夜のどっき☆どきトーク（2008年10月24日 - 2009年3月27日、チバテレビ）
- タカトシのばんせんかッ（2008年11月16・23日、日本テレビ）
- むちゃぶり!（2008年12月3日、TBS）
- プチ未来TVお正月番組（2009年1月3・4日、日本テレビ）
- さまぁ〜ず式（2009年1月20・27日、TBS）
- アグレッシブですけど、何か?（2009年2月21・28日、広島ホームテレビ）
- ごごたま（テレビ埼玉）
- 勝利の女神4thシーズン（千葉テレビ）
- 全力坂（2009年6月9・17日、テレビ朝日）
- P-1ゴールドラッシュ（2010年4月7日 - 2011年6月、テレビ大阪） - 不定期出演
- おとなのびっくりクリニック2（2010年5月 - 、日本海テレビ） - レギュラー・くりクリガール
- マルさまぁ〜ず（2010年5月13日、TBS）

### オリジナルビデオ
- 婚活バトルロワイアル（2011年3月2日、アルバトロス）

## 作品

### DVD
1. よっぴぃ～ The First（2007年8月24日、トリコ）
2. 日テレジェニック2008 浜崎慶美（2008年9月26日、VAP）
3. TRIP（2009年5月25日、GPミュージアム）
4. リアルオーディションOtome【アニメ声優】（2009年7月3日、ベンテンエンタテインメント）
5. ピーチ伝説（2009年8月28日、スパイスビジュアル）
6. よっぴっぴぃ〜（2009年11月21日、イーネット・フロンティア）
7. ハマっちゃうの（2010年2月25日、エアーコントロール）
8. よっぴー＊ベイビー（2010年6月20日、ラインコミュニケーションズ）
9. SWINUTION（2010年9月22日、イーネット・フロンティア）
10. おはよっぴぃ（2010年12月17日、イーネット・フロンティア）
11. ハートフル・よっぴぃ（2011年4月29日、グラッソ）